# Seznam armadnih oddelkov Wehrmachta
Seznam armadnih oddelkov Wehrmachta.

## Seznam
- armadni oddelek A
- armadni oddelek Fretter-Pico
- armadni oddelek Grasser
- armadni oddelek Hollidt
- armadni oddelek Kempf
- armadni oddelek Kleffel
- armadni oddelek Lanz
- armadni oddelek Lüttwitz
- armadni oddelek Narvik
- armadni oddelek Narwa
- armadni oddelek Samland
- armadni oddelek Srbija
- armadni oddelek Zangen